# Sandra Hälldahl
Sandra Hälldahl (29 dicembre 1977) è un'ex sciatrice alpina svedese.

## Biografia
Specialista delle prove tecniche originaria di Åre, la Hälldahl esordì in Coppa Europa il 21 gennaio 1995 a Bergen in slalom speciale (30ª); nello stesso anno vinse la medaglia d'argento nello slalom gigante ai Mondiali juniores di Voss. Nella successiva rassegna iridata giovanile, Hoch-Ybrig 1996, conquistò la medaglia d'oro nello slalom speciale; esordì quindi in Coppa del Mondo, il 10 marzo a Kvitfjell/Hafjell nella medesima specialità, classificandosi 17ª.
In Coppa Europa conquistò tre vittorie, tutte in slalom gigante (la prima, nonché primo podio, il 12 dicembre 1996 a Sankt Sebastian, l'ultima il 6 marzo 1997 a Les Arcs); ottenne il miglior piazzamento in Coppa del Mondo il 23 novembre 1997 a Park City in slalom speciale (13ª) e l'ultimo podio in Coppa Europa il 13 marzo 1998 a Bardonecchia nella medesima specialità (2ª). Prese per l'ultima volta il via in Coppa del Mondo l'11 marzo 2000 a Sestriere in slalom gigante, senza completare la prova, e si ritirò durante la stagione 2000-2001; la sua ultima gara fu uno slalom gigante FIS disputato il 17 gennaio a Åre. Non prese parte a rassegne olimpiche o iridate.

## Palmarès

### Mondiali juniores
- 2 medaglie:
  - 1 oro (slalom speciale a Hoch-Ybrig 1996)
  - 1 argento (slalom gigante a Voss 1995)

### Coppa del Mondo
- Miglior piazzamento in classifica generale: 80ª nel 1998

### Coppa Europa
- Miglior piazzamento in classifica generale: 5ª nel 1997
- 3 podi:
  - 3 vittorie
  - 3 secondi posti

#### Coppa Europa - vittorie
| Data             | Località        | Paese   | Specialità |
| ---------------- | --------------- | ------- | ---------- |
| 12 dicembre 1996 | Sankt Sebastian | Austria | GS         |
| 28 gennaio 1997  | Rogla           | Austria | GS         |
| 6 marzo 1997     | Les Arcs        | Francia | GS         |

Legenda:

GS = slalom gigante

### Campionati svedesi
- 4 medaglie (dati parziali):
  - 4 argenti (slalom gigante nel 1995; slalom gigante, slalom speciale nel 1997; slalom gigante nel 1999)